# دانشگاه لغمان
مؤسسه تحصیلات عالی لغمان دانشگاهی دولتی در مهترلام، ولایت لغمان در شرق افغانستان است. این دانشگاه در سال ۲۰۱۱ تأسیس شد. دانشگاه لغمان دارای ۷۲ استاد در مقاطع لیسانس و فوق لیسانس در پنج دانشکده است.

## دانشکده‌ها
- دانشکدهٔ زبان و ادبیات
- دانشکدهٔ زراعت (کشاورزی)
- دانشکدهٔ تعلیم و تربیه
- دانشکدهٔ انجینیری
- دانشکدهٔ اقتصاد